# Дифлунисал
Дифлуниса́л или дифлуниза́л — лекарственное средство, анальгетик и антипиретик из группы производных салициловой кислоты. Обладает обезболивающим, жаропонижающим и противовоспалительным действием. Хотя механизм его действия точно не установлен, в большей степени он, вероятно, обусловлен угнетением синтеза простагландинов путём действия на арахидоновую кислоту. Дифлунизал используется для облегчения боли, сопровождающейся воспалением, и симптоматической терапии ревматоидного артрита и остеоартрита.
По состоянию на 2012 год регистрация данного препарата в России аннулирована.

## Применение в медицинской практике
- Боль (от легкой до умеренной)
- Остеоартрит
- Ревматоидный артрит
- Травма сухожилий
- Воспаление
- АТР амилоидоз

### Амилоидоз
Показано, что как дифлунисал, так и несколько его аналогов являются ингибиторами связанного с транстиретином наследственного амилоидоза, болезни, которая в настоящее время имеет мало вариантов лечения. Испытания фазы I показали, что препарат хорошо переносится, с небольшим испытанием фазы II (двойное слепое, плацебо-контролируемое, 130 пациентов в течение 2 лет) в 2013 году, демонстрируя снижение скорости прогрессирования заболевания и сохраненного качества жизни. Однако для доказательства эффективности лекарств для лечения этого состояния потребуется значительно большее исследование III фазы.

### Лечение острой послеоперационной боли
Были проанализированы данные из девяти рандомизированных двойных слепых плацебо-контролируемых клинических испытаний, в которых было 906 взрослых при сравнении дифлунализа (нестероидного, противовоспалительного препарата) с плацебо для лечения умеренных и тяжелых острых пост- оперативная боль. Это эффективный анальгетик в диапазоне доз от 250 мг до 1000 мг с длительной продолжительностью действия. При 1000 мг анальгетический эффект в течение 4-6 часов так же хорош, как комбинация парацетамола 1000 мг и кодеина 60 мг в аналогичных исследованиях с использованием тех же методов.

## Побочные эффекты

### Желудочно-кишечный
Как и все нестероидные противовоспалительные препараты, дифлунисал вызывает ингибирование простагландинов и тем-самым приводит к уменьшению защиты желудка от собственной кислоты. Длительное применение этого препарата приводит к повышенному риску язв желудка и их осложнениям. Пожилые пациенты подвергаются большему риску серьезных желудочно-кишечных побочных эффектов.
- Повышенный риск случаев ГИ, включая кровотечение, изъязвление, перфорация желудка или кишечника.
- Боль в животе или судороги
- Запор
- Метеоризм
- Понос
- Тошнота и рвота
- Диспепсия

### Сердечно-сосудистый
- Аритмия
- Возможный повышенный риск серьезных и потенциально смертельных сердечно-сосудистых тромбозов, ИМ и инсульта
- Риски могут увеличиваться с продолжительностью использования и для истории сердечно-сосудистых заболеваний

### Оториноларингология
- Звон в ушах
- Пожелтение глаз

### Центральная нервная система
- Сонливость
- Головокружение
- Головная боль
- Бессонница
- Усталость
- Сонливость
- Нервозность

### Кожа
- Отек ног
- Пожелтение кожи
- Высыпание
- Экхимоз

## Противопоказания
- Гиперчувствительность к аспирину / NSAID-индуцированной астме или крапивнице
- Аспириновая триада
- Беременность 3-го триместра
- Операция шунтирования коронарной артерии (боль в пери-оп)

## Применять с осторожностью
- Пожилые или истощенные пациенты
- Сердечно-сосудистые заболевания
- Сердечные факторы риска
- Повышенное кровяное давление
- Хроническая сердечная недостаточность
- Нарушение функции печени
- Нарушение функции почек
- Дегидратация
- Задержка жидкости
- История желудочно-кишечных кровотечений / PUD
- Удушье
- Коагулопатия
- Курение (употребление табака)
- Использование кортикостероидов
- Использование антикоагулянтов
- Использование алкоголя
- Использование мочегонного
- Применение ингибитора АПФ

## Передозировка
Смерти, связанные с использованием дифлунисала, обычно включали смешение лекарств и / или чрезвычайно высокую дозировку. Пероральный LD50 составляет 500 мг / кг. Симптомы передозировки включают кому, тахикардию, ступор и рвоту. Самая низкая доза без наличия других лекарств, вызвавших смерть, составляла 15 граммов. Также, в сочетании с другими лекарствами, смерть случалась с дозой 7,5 граммов. Дифлунисал можно приобрести в дозах 250 или 500 мг, что делает уменьшает риск случайной передозировки.